# ویکتوریا (اسطوره)

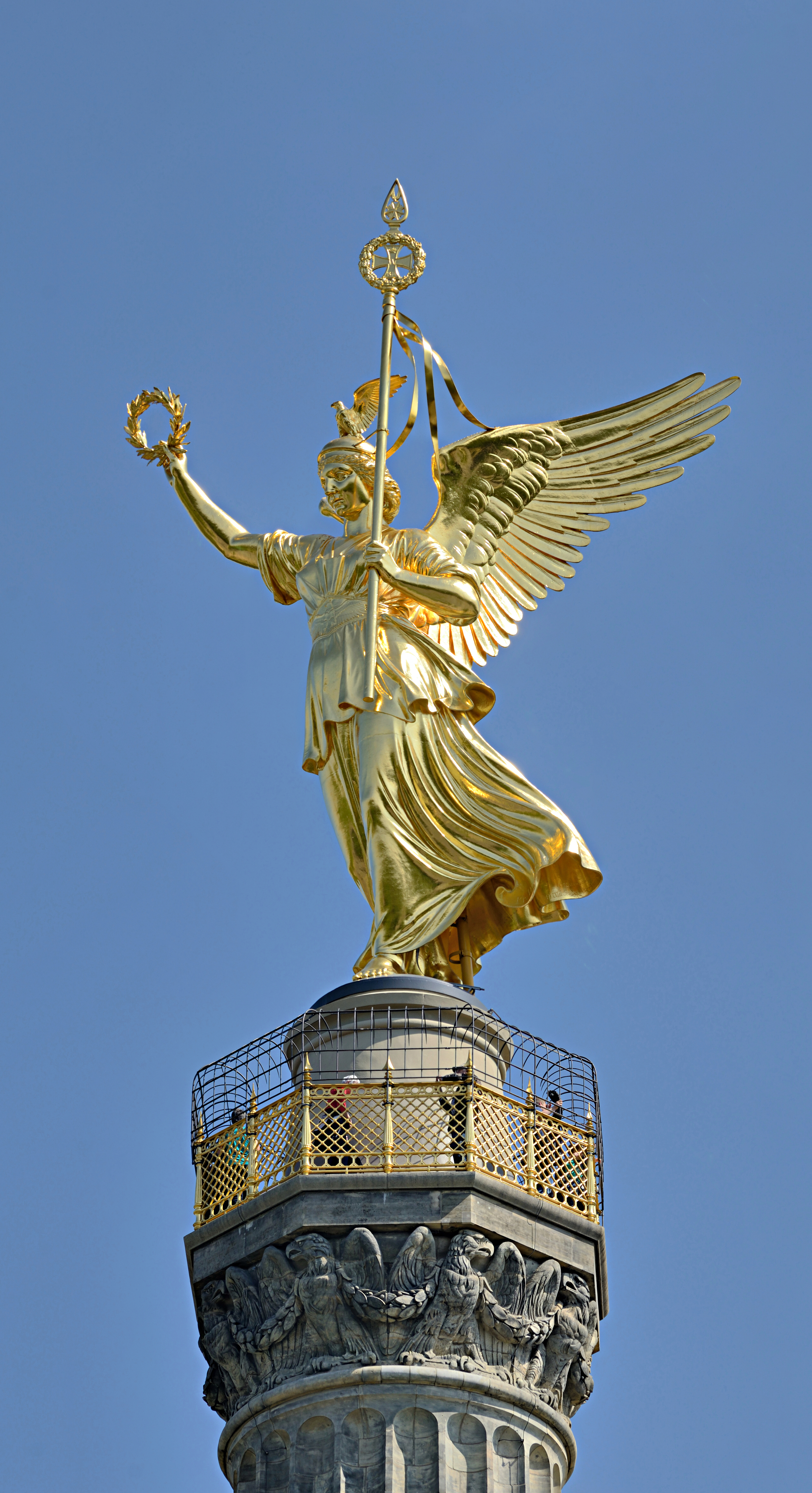
ویکتوریا در بالای ستون پیروزی برلین

ویکتوریا (به انگلیسی: Victoria؛ تلفظ لاتین: [wɪk.ˈto:r.ja]) الهه پیروزی در روم باستان است.

## نگارخانه

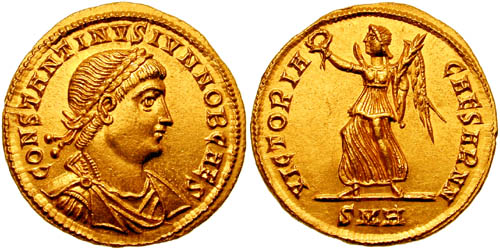
سکه طلا از کنستانتین دوم با تصویر ویکتوریا در پشت